# Johann Joachim Winckelmann
Johann Joachim Winckelmann (Stendal, Brandenburg, 1717 – Trieste, 1768) ha estat considerat el fundador de la història de l'art i de l'arqueologia com a disciplines modernes.

## Biografia
Va néixer a la Prússia de Frederic II, en una família humil. Durant tota la seva vida, la llar paterna va estar marcada per dificultats, sobretot malalties. Winckelmann diria més tard sobre la seva joventut: «He crescut com l'herba salvatge, abandonat en el meu propi impuls». En un principi Winckelmann havia de ser sabater, com el seu pare, però aquest va cedir als desitjos del fill i el va enviar a l'escola de llatí de Stendal, on Winckelmann va començar a llegir els escriptors i autors llatins i grecs. Va agafer l'afany de continuar aprenent i finalment, amb una carta de presentació del director i una beca d'una família benestant de Stendal, va poder anar al Cöllnische Gymnasium de Berlín. El vicerector de l'escola, Christian Tobias Damm (1698-1778), va impulsar els treballs de Winckelmann.
El 1736 Winckelmann va tornar a Stendal. Va continuar estudiant a l'escola de Salzwedel durant un temps, on va aprofundir cada cop més en l'estudi dels autors grecs.

### Anys de formació
El 1738 va anar a la universitat de Halle, on consideracions de caràcter pràctic el van portar a estudiar teologia. Durant aquests anys Winckelmann volia conèixer i experimentar el que no estava escrit als llibres. Aquesta marcada oposició envers la seva pròpia època va determinar la seva activitat posterior: el va capacitar per realitzar, amb major intensitat possible, la seva visió de la bellesa.
El 1740, després d'un estudi de teologia de dos anys, Winckelmann va rebre el certificat de teòleg. Tres anys més tard se li va presentar l'oportunitat de ser vicedirector a l'escola de Seehausen. Malgrat totes les dificultats que a mitjan segle xviii hi havia per a l'estudi de l'antiguitat, Winckelmann es va familiaritzar amb Sòfocles, Aristòfanes, Homer i Plató. També va ser important per a ell l'historiador grec Heròdot.
El 1748 Winckelmann va abandonar Seehausen i, després d'estudis de teologia, de medicina i d'història a diverses universitats alemanyes, va ocupar un nou càrrec: bibliotecari del comte Heinrich von Bünau a Noetheniz a prop de Dresden. Al llarg de sis anys, de 1748 a 1754, Winckelmann hi va organitzar la bibilioteca privada més gran i important d'Alemanya. Gràcies a Heinrich von Bünau les portes de la fabulosa col·lecció d'art del duc de Saxònia li foren obertes. La proximitat de Dresden va ser decisiva per a Winckelmann, ja que era alehores el centre artístic d'Alemanya. A més de la universitat, la biblioteca i les galeries també s'ocupava dels treballs d'artistes contemporanis. Un d'aquests artistes, el pintor Adam Friedrich Oeser (1717-1799), va ser de gran importància per a Winckelmann.
El 1752 Winckelmann va visitar la col·lecció d'antiguitats de Potsdam, i cada vegada tenia més desitjos d'anar a Roma per estudiar-hi aquest art on va néixer.

### Anys de prestigi
El 1755, va publicar la seva obra Gedanken über die Nachahmung der griechischen Werke in der Malerei und Bildhauerkunst (Reflexions sobre la imitació de les obres gregues en la pintura i l'escultura) que va tenir una difusió internacional. D'aleshores endavant, va disposar d'una única passió: anar a Roma per estudiar les obres d'art de l'antiguitat in situ. Després de la seva conversió al catolicisme, va treballar com bibliotecari i conservador de les col·leccions del cardenal Albani. El 1763, va ser nomenat president-inspector de les antiguitats de Roma i els voltants. En el transcurs dels anys següents, va publicar obres que van marcar les teories estètiques de l'època. Era adversari del barroc i del rococó, era convençut que l'Ideal de bellesa constitueix una realitat objectiva que pot ser descoberta freqüentant les grans obres de l'antiguitat, sobretot les gregues. El seu coneixement íntim i prodigiós de les obres, el va adquirir sobretot quan treballava a la Ciutat del Vaticà. En el moment de les excavacions d'Herculà, va ser posat al servei del que considera com la seva missió: formar el gust de l'elit intel·lectual d'Occident. La fórmula que troba per caracteritzar l'essència de l'art grec, «noble simplicitat i serena grandesa», inspirarà generacions d'artistes i d'arquitectes després d'ell com Benjamin West i Jacques-Louis David, sense oblidar els teòrics de l'art i escriptors alemanys com Lessing, Goethe i Friedrich von Schiller.
Winckelmann rebutja la naturalesa sensual de l'art, manifestació de les passions de l'ànima, i inventa la belleza antigua en referir al marbre blanc (ignorava que els contemporanis revestien amb policromia aquelles escultures); la seva estètica es funda en la idealització de la realitat i és condicionada per la llibertat política (Democràcia).
Basant-se en els treballs del Comte de Caylus de qui va reconèixer una influència important, va contribuir a transformar l'arqueologia que tenia un caràcter de passatemps per als col·leccionistes rics en una ciència. La seva obra principal és Geschichte der Kunst des Alterthums' («Història de l'Art de l'Antiguitat») de 1764. Hi distingeix quatre fases: l'estil antic, l'estil elevat, l'estil bonic i l'època dels imitadors.

### Darrers dies i mort
L'agost de 1767, Winckelmann va escriure sobre un viatge a Alemanya que havia planejat, on diversos amics l'havien convidat, principalment el pintor alemany A.H. Oeser. Goethe, que en aquell temps estudiava a Leipzig, explica com tan sols el coneixement del projecte ja havia despertat un gran entusiasme a Alemanya.
El 10 d'abril de 1768 Winckelmann va començar el viatge cap a Alemanya en companyia de l'escultor italià Bartolomeo Cavaceppi (1716-1799). Quan travessaven el Tirol, Cavaceppi va anotar al seu diari de viatge, que encara es conserva, que el caràcter de Winckelmann s'havia transformat, el notava horroritzat i irritat. Winckelmann demanà a l'escultor que tornessin a Itàlia, però no ho va acceptar i van continuar fins a Múnic. Winckelmann va realitzar el viatge com en trànsit, de manera que Cavaceppi va pensar en diverses ocasions que patia un trastorn mental. A Ratisbona, Winckelmann moltes vegades va voler separar-se de l'escultor italià i tornar sol a Itàlia, però finalment es posaren d'acord per viatjar junts a Viena. En aquesta ciutat austríaca Winckelmann tingué una audiència amb l'emperadriu Maria Teresa, la qual li regalà unes medalles d'or i de plata.
Inesperadament viatjà a Trieste sense Cavaceppi, on un vaixell havia de portar-lo a Venècia. A principi de juny de 1768 es va allotjar en una posada, on es va trobar amb l'italià Francesco Arcangeli, que sovint feia encàrrecs a Winckelmann.
El 8 de juny de 1768 Arcangeli entrà a l'habitació de l'historiador de l'art i li preguntà per les medalles de l'emperadriu austríaca, de les quals Winckelmann li havia parlat. De sobte Arcangeli va estrangular-li per darrere amb un llaç. Winckelmann va reeixir aixecar-se i separar-se'n, però, malhauradament, caigué i l'italià li clavà un ganivet. Carl Justi va narrar els fets d'acord amb les actes del procés.
Winckelmann va viure sis hores més, fins que, envoltat de persones desconegudes, morí. Va ser enterrat a la catedral de Trieste: «A les nou fou portat el cos a l'església parroquial i se li donà sepultura a la tomba comuna d'una germanor, d'on es van traslladar els seus ossos a l'ossera comuna».

## Característiques del seu pensament i la seva obra
Segons Franz Wickhoff, la Història de l'art de Winckelmann va produir "...una ruptura en todo el sentimiento artístico de Europa...; por primera vez un gran erudito había descubierto...que el arte tiene una vida orgánica en si misma y que, como una planta, se desarrolla, florece y muere...". I per Alois Riegl, Winckelmann va ser el primer historiador de l'art: "Como primer historiador del arte, Winckelmann no se interesó mucho por la existencia de la obra de arte en si misma, sino por eso común que vinculaba entre si todas las obras de arte y las unía en una totalidad más elevada".
Winckelmann apreciava l'essència de l'art clàssic en la "noble simplicidad y serena grandaria", va establir aquests conceptes com signes característics de l'art grec i de l'art en general a partir del grup de Laocoont. Winckelmann ja es referia a aquesta obra i al seu caràcter exemplar en la seva primerenca obra Gedanken über die Nachahmung der griechischen Werke in der Malerei und Bildhauerkunst de 1755: Laocoont va ser pels artistes de l'antiga Roma el mateix que és per nosaltres el cànon de Policlet, un perfecte cànon de l'art. A partir d'aquest grup de Laocoont considera que l'Art Contemporani del seu temps és el pol oposat. L'exigència de Winckelmann d'un nou ideal només s'ha d'entendre com una reacció davant l'Art Contemporani, al que artistes mediocres havien enfonsat en la rutina i en un vacu formalisme. Va afirmar que en les acaballes del Rococó li semblava que predominava "...el vulgar gusto de nuestros días". L'historiador de l'art alemany Wilhelm Waetzoldt (1880-1945) va afirmar el següent sobre Winckelmann: "La meta, recuperar en la Antigüedad una de las más altas posibilidades de formación de la Humanidad, no le parecía a Winckelmann un precio excesivo a cambio de rechazar el arte malo del presente".

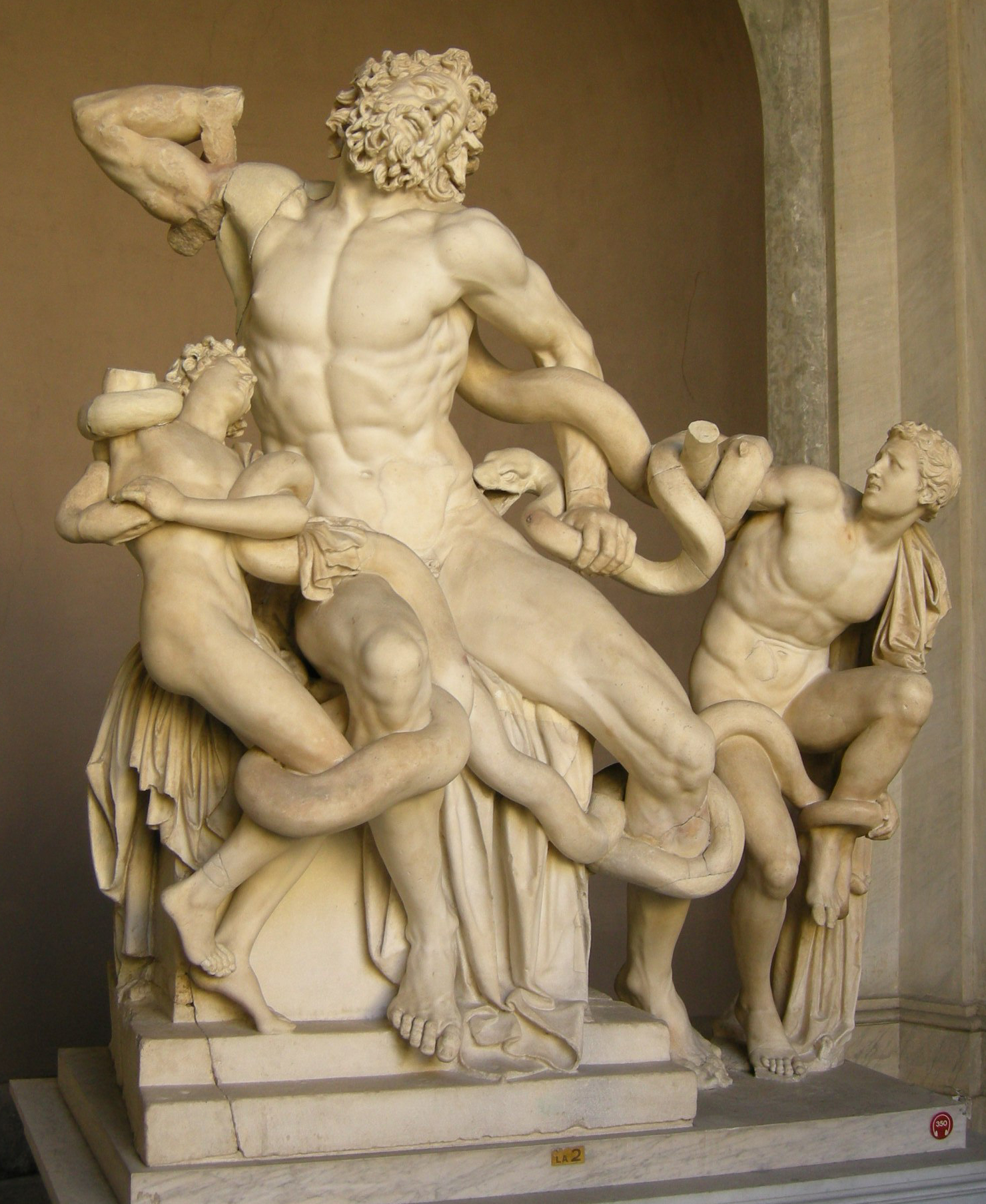
Laocoont

Es va convertir en un adversari empedreït del barroc i del rococó i en un portaveu d'una nova època. Cridava l'atenció sobre la superioritat de l'Art grec i sobre la seva naturalesa, sobre l'al·legoria i molts conceptes antitètics existents entre l'Art antic i el nou, formulant la seva tesi, que anava en contra de la seva pròpia època. Winckelmann volia provocar un canvi en l'Art del seu temps, el nou Art havia de ser, en oposició al que encara sobrevivia del barroc feudalista, un art amb un ponderat equilibri de totes les forces, un Art, que ja no es fundava en el poder i la subordinació. Va estar convençut que el "Ideal de Belleza" constitueix una realitat objectiva que pot ser descoberta freqüentant les grans obres de l'antiguitat, sobretot les gregues.
En un principi, sembla com si Winckelmann hagués volgut oferir als artistes del seu temps fórmules que seguissin el model que ell, com antiquari, trobava en el passat. Però el seu estímul no era tant la creença en una possibilitat directa de repetició, com la fe en què el savi podria fer renéixer en el seu propi cor un món ideal perdut. El concepte d'imitació es va identificar amb una nova ratificació del coneixement i una passió de l'ànima. Va afirmar: "Nuestra única via para ser grandes, incluso si es posible inimitables, es la imitación de la antigüedad".
Winckelmann va extreure en una ocasió la conclusió definitiva de l'estètica idealista i va afirmar que "en la belleza no hay variedades"

### Consideracions sobre l'Art grec i el romà
A la seva "Història de l'Art" Winckelmann va fer un estudi sobre l'Art grec en quatre parts:
1. Raons i causes de l'acceptació de l'Art grec i de la seva superioritat sobre els altres pobles: Afirma que les raons i les causes s'han de buscar, en part, en la influència del cel (ha de vivificar la llavor de la que brotarà l'art, i Grècia va ser la terra escollida per a esa llavor), i en part, en la Constitució i els governs grecs i el mode de pensar d'aquests. Respecte a la Constitució i el govern de Grècia, s'ha de dir que la llibertat va ser la causa principal de la superioritat del seu art.
2. Allò essencial de l'Art: Afirma que consta de dos apartats. El primer; el dibuix nu (inclou animals), es basa en els coneixements i en el concepte de bellesa, i aquests conceptes consisteixen en: mesures i proporcions, i en formes on la bellesa estava en la ment dels primers artistes grecs. El segon; figures vestides (especialment del vestit femení), la vestimenta femenina solia ser de lli o d'un altre teixit lleuger, o bé, de pany. El lli es distingeix en les obres escultòriques i en la pintura per la seva transparència i pels seus petits plecs (llisos). Un altre teixit que utilitzaven era el cotó, era un teixit pel sexe femeni (Grecs i Romans), i si quelcom home ho portava era efeminat. Hi havia tres peces essencials per a la dona: la interior (camisa), la túnica i el mantó (forma rodona).
3. El seu desenvolupament i la seva decadència: L'Art grec es va desenvolupar en tres etapes; Estil Arcaic, intensa expressió de les actituds, el dibuix era intens i la forta expressió disminuïa la bellesa. Estil Clàssic (període clàssic), preocupació per reproduir l'anatomia humana amb proporcions equilibrades, domini absolut de la tècnica escultòrica, postures més naturals i es va perdent la rigidesa i la frontalitat. Estil Hel·lenístic (període hel·lenístic/decadència), composicions dinàmiques que trenquen amb els cànons de serenitat i equilibri, i els rostres mostren una gran expressivitat (sofriment i passió).
4. La part mecànica de l'Art: El marbre era el material per excel·lència dels grecs per fer escultures. Hi havia dos tipus de marbre; de gra fi, i de gra gruixut. La majoria de les estàtues de marbre es treballaven d'un sol bloc. Les figures de marbre s'acabaven amb el cisell, o bé, es polien (com actualment). La majoria d'escultures eren polides. Els escultors grecs també van treballar amb marbre negre, el basalt i amb el bronze (tècnica de la cera perduda).
Sobre l'Art romà:
Winckelmann afirma que els artistes romans no van arribar a crear cap estil propi, sinó que en els temps més antics segurament van imitar als etruscs, dels que hi van adoptar molts usos, en especial els sagrats. Posteriorment, en l'època del seu floriment, els seus escassos artistes van ser deixebles de mestres grecs. Per a les obres de caràcter públic, els romans es van servir dels artistes etruscs. En temps de la República, la majoria de les estàtues de les divinitats havien de fer-se d'acord amb la mida i el caràcter dels seus temples. També afirma, que durant les guerres púniques, hi va haver escultures de fusta i de marbre (es van començar a treballar més tard).

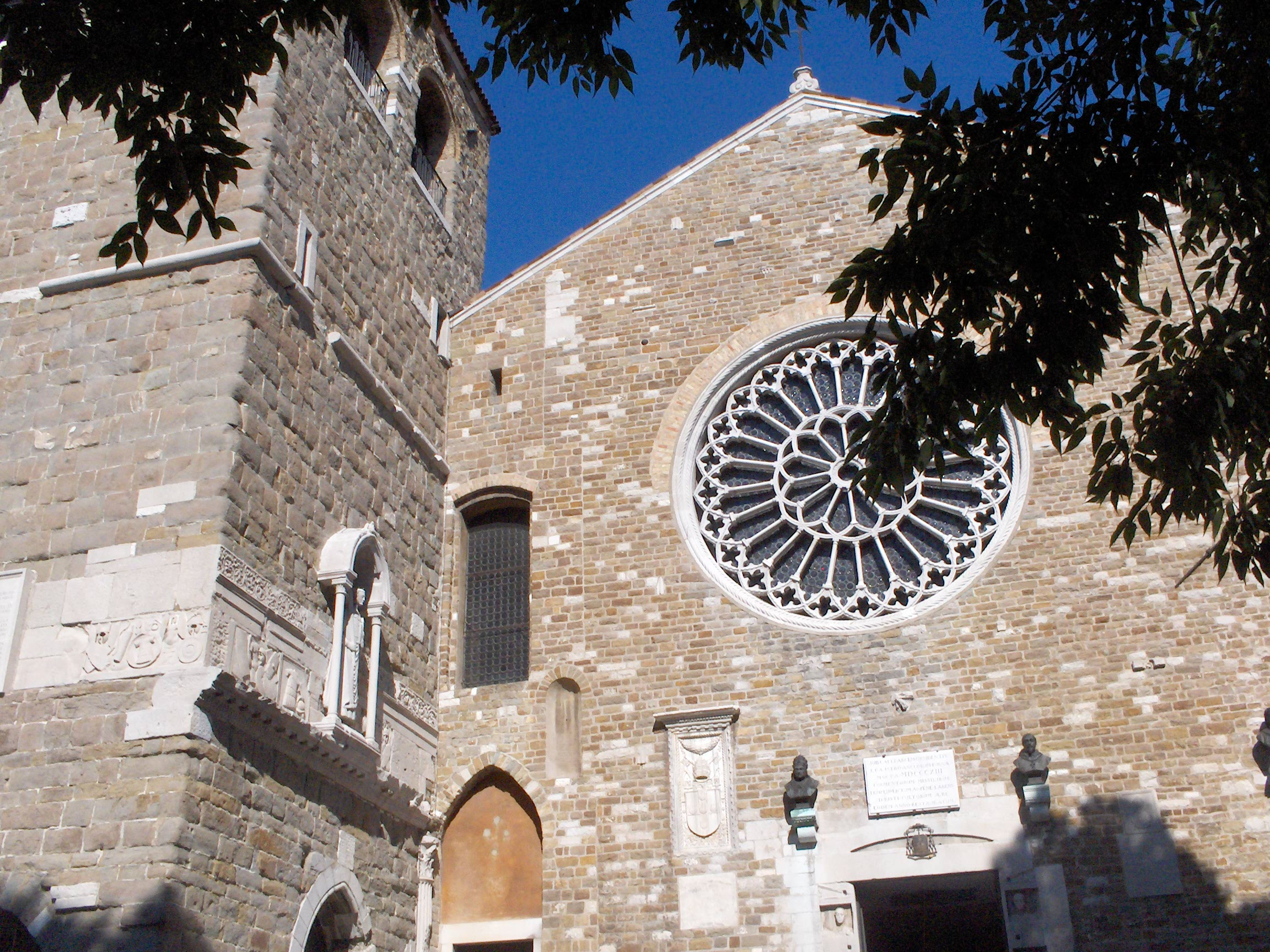
Catedral de Trieste, lloc on va ser enterrat Winckelmann.

### Influències
Primerament, Winckelmann va rebre influència del pintor A.F Oeser a Dresde, on va ser influenciat del gust barroc, i en l'apreciació de l'exactitud dels contorns en pintura i escultura.
Winckelman des que va començar els seus estudis a Roma amb Anton Raphael Mengs, va estar seduït per la llum, pel paisatge, per l'art i per les ruïnes. Això va ser important, ja que va agafar com a model l'art clàssic, és a dir, tot l'Art grec. Va fer una teoria, on va afirmar que la finalitat de l'art era la bellesa pura, com ja s'havia fet anteriorment a Grècia. No obstant això, també afirma que el clima i el medi són dos factors que influencien en el desenvolupament de les arts. Winckelmann pensava, que els artistes moderns, és a dir, els de la seva època, només podrien arribar a la grandesa mitjançant la imitació dels artistes de l'Antiguitat.
Per Winckelmann, l'Art grec clàssic era l'únic de caràcter creador, de manera que tots els artistes posteriors a aquesta etapa, s'havien de fixar en les mirades de les estàtues gregues perquè hi representaven l'esperit i la naturalesa en estat de perfecció. Per tant, Winckelmann va estar molt influenciat de tot el que va ser l'Art clàssic grec. Valorava tant aquest tipus d'art perquè l'apassionaven les formes, és a dir, l'equilibri de les obres d'art. Una de les característiques que hi tenia l'art clàssic grec, era que l'obra tingués un equilibri, de manera que les formes eren més pures i més belles per a l'espectador.
Winckelmann va afirmar que: "Las obras modernas se distinguen de las griegas por un conjunto de pequeñas marcas, así como por las masas y masas sensuales, en las cuales, cuando se encuentran en las obras de los antiguos, quedan suavemente aludidos con ahorrativa sabiduría".

## Crítiques inicials
El paradigma de Winckelmann fou molt ben acollit inicialment pel públic culte de l'època, amb alguna excepció.

### Crítiques de Heyne i Herder
Christian Gottlob Heyne publicà el 1777 que les evidències existents en forma d'obres d'art no corroboraven el declivi en el que - segons Winckelmann- havia entrat l'art clàssic després del segle quart aC, i que de fet aquesta era una assumpció ideològica. Argumentava que l'absència d'una obra d'art clarament assignable als primers períodes d'art grec mantenia la incertesa de si les millors obres de la tradició grega provenien del període clàssic, i de si les obres de períodes posteriors, que constituïen quasi totes les antiguitats existents, podien ser de la mateixa qualitat.
I pel seu cantó Johann Gottfried Herder va plantejar que les anàlisis històric i estètic que Winckelmann feia no tenien que necessàriament reforçar-se mútuament. La principal preocupació de Herder era la necessitat que els historiadors atribuïssin el seu propi mèrit a altres formes d'art antic que diferissin de l'ideal de l'art grec. L'anàlisi històric requeria un cert relativisme que permetés, per exemple, que l'art de l'antic Egipte fos jutjat des del punt de vista i context en el que es va originar i no pels cànons de l'antiga cultura grega. El punt de vista de Winckelmann -la supremacia de l'art clàssic grec- era estèticament vàlid però no l'apropiat per un estudi històric.

### Crítiques de la França napoleònica
L'administració napoleònica va formular una nova política oficial que establia que l'art i la cultura de la França post revolucionària havien de representar la veritable culminació i la continuació de les grans tradicions clàssiques del passat. Els triomfs de l'exercit francès a Itàlia van permetre a Napoleó apropiar-se de les més famoses escultures greco-llatines del país, les quals eren vistes com l'encarnació d'aquesta tradició, i portant-les a París com a botí de guerra. El gran abast del saqueig i la seva intenció s'evidencien en una cançó a França que deia “Rome n'est plus dans Rome, Elle est tout à Paris”.
Aquestes circumstàncies exercien una pressió innegable per rebutjar qualsevol teoria que amenacés el valor exemplar de les peces obtingudes i atorgués més valor a obres recentment dutes a Europa Occidental, com els marbres del Partenó - obra de l'escultor Fídies- per part de l'ambaixador britànic a Constantinoble Thomas Bruce, posteriorment Lord Elgin.
Ennio Quirino Visconti, conservador d'escultura antiga del Museu del Louvre, exposà en el 1797 una teoria alternativa; en ella l'art ja no era captiu d'un cicle d'expansió i declivi, sinó que la tradició clàssica era vista capaç de sostenir-se a si mateixa de forma indefinida, a base de fer una imitació assenyada de les peces provinents del període clàssic inicial i obtenint obres perfeccionades. Aquesta revisió estava totalment en contra de privilegiar les fases inicials de la tradició grega. Argumentava contundentment que la imitació d'una obra anterior podia ser considerada com una millora sempre que es seguís al peu de la lletra la veritable doctrina artística. Les obres produïdes en el període de llibertat de les ciutats estat gregues podien ser millorades, encara que els artistes que ho fessin visquessin sota un emperador romà.

## Obres
- Gedanken über die Nachahmung der griechischen Werke in der Malerei und Bildhauerkunst (Reflexions sobre la imitació de les obres gregues en la pintura i l'escultura, Alemanya), 1754:
- Anmerkungen über die Baukunst der Alten (Notes sobre l'arquitectura dels antics, Alemanya:),1762:
- Nachrichten von den neuesten Herculanischen Entdeckungen (Les notícies dels últims descobriments Herculanischen, Alemanya), 1764:
- Geschichte der Kunst des Alterthums (Història de l'Art Antic, Alemanya), 1764:
- Monumenti antichi inediti (Monuments Antics inèdits, Roma: Ed.a spese dell'autore,), 1767: